# Староурмарское сельское поселение
Староурма́рское се́льское поселе́ние (чув. Кивĕ Вăрмар ял тăрăхĕ) — муниципальное образование в составе Урмарского района Чувашской Республики. На территории сельского поселения расположен один населённый пункт — деревня Старые Урмары. Число хозяйств 596. Численность населения 1597 человек.
Главой поселения является Борисов Николай Иванович.

## Организации
В д. Старые Урмары расположены:
- Племенная птицефабрика «Урмарская» (ОАО "ППФ "Урмарская")
- Средняя общеобразовательная школа
- Дошкольная разновозрастная группа «Юмах» при Староурмарской СОШ
- Фельдшерский пункт
- Отделение связи
- Сельский дом культуры
- Сельская библиотека, филиал Урмарской ЦБС
- 3 магазина Урмарского райпо.